# Batang Terab
Batang Terab is een bestuurslaag in het regentschap Serdang Bedagai van de provincie Noord-Sumatra, Indonesië. Batang Terab telt 4031 inwoners (volkstelling 2010).